# دختر بعدی
دختر+بعدی (انگلیسی: Girl Next) یک فیلم ترسناک است که در سال ۲۰۲۱ منتشر شد. این فیلم دربارهٔ شکنجه زنان و تبدیل آنها به عروسک جنسی است.